# Il coperchio del mare
Il coperchio del mare (海のふた?, Umi no futa) è un romanzo della scrittrice giapponese Banana Yoshimoto, scritto nel 2004.

## Trama
Dopo aver terminato gli studi a Tokyo, Mari decide di lasciare la vita frenetica della capitale per tornare al suo paese natale. Un posto in riva al mare circondato da montagne, un tempo popolato da turisti e ricco di attività commerciali, ma ora solo una realtà fatta di tristezza e di abbandono: il mare, inquinato dalle fabbriche tanto da distruggerne la fauna e la flora, non offre più ai ristoratori e ai pescatori la materia prima del loro lavoro e, per un paese che vive proprio di pesca, questo significa una inesorabile fuga dei turisti, l'allontanamento dei giovani in cerca di un futuro ed un lento quanto inevitabile declino della città. In questo paesaggio, dove la malinconia avvolge i pochi abitanti che sono rimasti in paese, Mari decide di aprire un chiosco di granite, la sua passione da sempre. Le sue sono delle granite particolari: non ci sono i tradizionali gusti ricavati dagli sciroppi industriali, ma sono preparate usando i frutti delicati e tipici del territorio.
Mentre Mari è impegnata a far funzionare la sua nuova attività, sua madre decide di ospitare per l'estate Hajime, la figlia di una sua cara amica che, dopo aver perso sua nonna, sta passando un periodo molto difficile. È così che il mondo di Mari e quello di Hajime si incontrano. La prima, una ragazza molto forte e combattiva, decisa a contribuire al miglioramento del suo paese e la seconda, una ragazza gracile e fragilissima, sfigurata nel volto e nel corpo sin dall'infanzia a causa di un incendio.
Fa da perfetto contorno un terzo personaggio molto particolare del libro: il mare, una distesa che porta in sé la ricchezza dei pesci e dei coralli, ma anche il ricordo di un periodo di abbondanza ormai passato; quel mare che mette in moto il sangue e i pensieri di Mari e Hajime, alimentando le loro aspettative e sedando le loro piccole delusioni, per poi donare alle due ragazze il sollievo necessario per ricominciare una nuova vita.

## Trasposizione cinematografia
Dal libro è stato tratto l'omonimo film 海のふた?, Umi no futa nel 2015 per la regia di Keisuke Toyoshima.

## Edizioni
- Banana Yoshimoto, Il coperchio del mare, traduzione di Alessandro Giovanni Gerevini, 1ª edizione, collana I Canguri, Milano, Feltrinelli, 2007,  p. 140, ISBN 88-07-70189-8.
- Banana Yoshimoto, Il coperchio del mare, traduzione di Alessandro Giovanni Gerevini, 1ª edizione, collana Universale Economica, Feltrinelli, 2009,  p. 117, ISBN 978-88-07-72119-9.